# Ryan Tannehill
(en) Statistiques sur pro-football-reference
Ryan Timothy Tannehill, né le 27 juillet 1988 à Lubbock (Texas), est un joueur américain de football américain évoluant au poste de quarterback pour les Titans du Tennessee.

## Biographie

### Carrière universitaire
Il rejoint les Aggies de Texas A&M en 2007, bien qu'il ne joue pas du fait de son statut de Redshirt.
En 2008, il est désigné troisième quarterback de l'équipe en début de saison, et est plutôt aligné comme wide receiver. Il réussit d'ailleurs plutôt bien à ce poste, en terminant avec 844 yards à la réception, dont 210 en un seul match lors de la 5e journée. Il ne tente qu'une seule passe cette année-là. L'année suivante, il est désigné deuxième quarterback de l'équipe, mais continue de jouer wide receiver : il termine meilleur receveur de son équipe (avec 604 yards reçus et 4 touchdowns) mais ne joue que huit jeux au total comme quarterback.
En 2010, il commence de nouveau la saison comme receveur et joue à ce poste durant les six premiers matchs, où il capte 11 passes pour 143 yards. Lors du 6e match de la saison, il remplace Jerrod Johnson, le quarterback titulaire, et lance pour 155 yards et 3 touchdowns. Nommé quarterback titulaire à la suite de cela, il bat le record de son universitaire en termes de yards lancés pour son tout premier match complet à ce poste, en lançant pour 449 yards lors d'une victoire 45-27 face aux Red Raiders de Texas Tech. Il parvient à mener son équipe jusqu'au Cotton Bowl, mais s'y incline sur le score de 41-24 contre les Tigers de LSU.
En 2011, il est enfin nommé quarterback titulaire dès le premier match, et il le reste tout le long de la saison, étant même nommé capitaine de son équipe. Il termine sa première et seule saison universitaire complète à ce poste avec 3 744 yards lancés, 29 touchdowns, 15 interceptions et 306 yards et 4 touchdowns à la course.

### Carrière professionnelle
Il est sélectionné au cours de la draft 2012 de la NFL à la 8e place par les Dolphins de Miami, et est le troisième quarterback sélectionné après Andrew Luck et Robert Griffin III. Premier quarterback choisi par les Dolphins dès le premier tour depuis Dan Marino, il est nommé titulaire pour la saison 2012 le 20 août 2012. Ses débuts sont difficiles, terminant avec 3 interceptions pour aucun touchdown durant le premier match de la saison, une défaite 30-10 contre les Texans de Houston. Son niveau s'améliore petit à petit au fil de la saison, mais il termine avec des statistiques moyennes : 3 294 yards lancés pour 12 touchdowns, 13 interceptions, une évaluation de 76,1 et sept victoires pour neuf défaites.
Pour la saison 2013, il est maintenu titulaire.
Le 15 mars 2019, il est envoyé aux Titans du Tennessee avec un choix de draft (sixième tour pour 2019) contre deux sélections de draft, une de quatrième tour pour 2020 et une de septième tour pour 2019.

## Statistiques professionnelles
| Année  | Équipe              | MJ     |                                    | Passes                             | Passes                             | Passes                             | Passes                             | Passes                             | Passes                             | Passes  |       | Courses | Courses | Courses | Courses |  | Fumbles | Fumbles |
| Année  | Équipe              | MJ     | Tentées                            | Réussies                           | Pct.                               | Yards                              | TD                                 | Int.                               | Éval.                              | Tentées | Yards | Moy.    | TD      | Nb.     | Perdus  |  |         |         |
| 2012   | Dolphins de Miami   | 16     | 484                                | 282                                | 58,3                               | 3 294                              | 12                                 | 13                                 | 76,1                               | 49      | 211   | 4,3     | 2       | 9       | 4       |  |         |         |
| 2013   | Dolphins de Miami   | 16     | 588                                | 355                                | 60,4                               | 3 913                              | 24                                 | 17                                 | 81,7                               | 40      | 238   | 6,0     | 1       | 9       | 5       |  |         |         |
| 2014   | Dolphins de Miami   | 16     | 590                                | 392                                | 66,4                               | 4 045                              | 27                                 | 12                                 | 92,8                               | 56      | 311   | 5,6     | 1       | 9       | 2       |  |         |         |
| 2015   | Dolphins de Miami   | 16     | 586                                | 363                                | 61,9                               | 4 208                              | 24                                 | 12                                 | 89,2                               | 32      | 141   | 4,4     | 1       | 10      | 3       |  |         |         |
| 2016   | Dolphins de Miami   | 13     | 389                                | 261                                | 67,1                               | 2 995                              | 19                                 | 12                                 | 93,5                               | 39      | 164   | 4,2     | 1       | 9       | 3       |  |         |         |
| 2017   | Dolphins de Miami   |        | Ne joue pas à cause d'une blessure | Ne joue pas à cause d'une blessure | Ne joue pas à cause d'une blessure | Ne joue pas à cause d'une blessure | Ne joue pas à cause d'une blessure | Ne joue pas à cause d'une blessure | Ne joue pas à cause d'une blessure |         |       |         |         |         |         |  |         |         |
| 2018   | Dolphins de Miami   | 11     | 274                                | 176                                | 64,2                               | 1 979                              | 17                                 | 9                                  | 92,7                               | 32      | 145   | 4,5     | 0       | 5       | 4       |  |         |         |
| 2019   | Titans du Tennessee | 12     | 286                                | 201                                | 70,3                               | 2 742                              | 22                                 | 6                                  | 117,5                              | 43      | 185   | 4,3     | 4       | 6       | 3       |  |         |         |
| 2020   | Titans du Tennessee | 16     | 481                                | 315                                | 65,5                               | 3 819                              | 33                                 | 7                                  | 106,5                              | 43      | 266   | 6,2     | 7       | 6       | 1       |  |         |         |
| Totaux | Totaux              | Totaux | 3 678                              | 2 345                              | 63,8                               | 26 995                             | 178                                | 88                                 | 92                                 | 334     | 1 661 | 5       | 17      | 63      | 25      |  |         |         |